# Greatest Hits (Dido)
Greatest Hits è un album discografico di raccolta pubblicato dalla cantante britannica Dido nel novembre 2013.

## Tracce
Greatest Hits - edizione standard
1. Here with Me – 4:16 (Dido Armstrong, Paul Statham, Pascal Gabriel)
2. Thank You – 3:37 (Dido Armstrong, Paul Herman)
3. Hunter – 3:57 (Dido Armstrong, Rollo Armstrong)
4. White Flag – 4:01 (Dido Armstrong, Rollo Armstrong, Rick Nowels)
5. Life for Rent – 3:42 (Dido Armstrong, Rollo Armstrong)
6. Don't Leave Home – 3:48 (Dido Armstrong, Rollo Armstrong)
7. Sand in My Shoes – 5:00 (Dido Armstrong, Rick Nowels)
8. Don't Believe in Love – 3:54 (Dido Armstrong, Rollo Armstrong, Jon Brion)
9. Quiet Times – 3:18 (Dido Armstrong)
10. Grafton Street – 5:56 (Dido Armstrong, Rollo Armstrong, Brian Eno)
11. Everything to Lose – 4:33 (Dido Armstrong, Rollo Armstrong, Ayalah Bentovim)
12. Let Us Move On (feat. Kendrick Lamar) – 4:11 (Dido Armstrong, Rollo Armstrong, Jeff Bhasker, Kendrick Lamar, Pat Reynolds)
13. No Freedom – 3:17 (Dido Armstrong, Rick Nowels)
14. End of Night – 3:59 (Dido Armstrong, Greg Kurstin)
15. One Step Too Far (radio edit) (Faithless feat. Dido) – 3:26 (Dido Armstrong, Rollo Armstrong, Ayalah Bentovim, Maxwell Fraser)
16. Stan (Eminem feat. Dido) – 6:45 (Dido Armstrong, Paul Harmon, Marshall Mathers)
17. If I Rise (feat. A.R. Rahman) – 4:39 (Dido Armstrong, Rollo Armstrong, Allah Rakha Rahman)
18. NYC – 4:01 (Dido Armstrong, Rollo Armstrong, Rick Nowels, Daisy Armstrong)

Greatest Hits - edizione deluxe CD bonus
1. Here with Me (Chillin' With The Family Mix) – 5:16
2. Thank You (Deep Dish Radio Edit) – 4:11
3. Hunter (M J Cole Remix) – 6:08
4. White Flag (Timbaland Remix) – 3:30
5. Life for Rent (Skinny 4 Rent Mix) – 4:55
6. Sand in My Shoes (Above & Beyond Radio Edit) – 3:21
7. Don't Leave Home (Gabriel & Dresden Radio Mix) – 4:14
8. Don't Believe in Love (Dennis Ferrer's Objektivity Radio Mix) – 4:32
9. No Freedom (DJ Cobra Mix) – 6:20
10. End of Night (Cedric Gervais Remix) – 5:53
11. Go Dreaming (Mantronix Remix) – 4:31
12. Blackbird (Moguai Remix) – 6:46
13. Northern Skies (Rollo Remix) – 5:53

## Classifiche
| Paese             | Posizione più alta |
| ----------------- | ------------------ |
| Australia         | 96                 |
| Belgio (Fiandre)  | 81                 |
| Belgio (Vallonia) | 61                 |
| Corea del Sud     | 31                 |
| Francia           | 170                |
| Regno Unito       | 27                 |
| Spagna            | 85                 |
| Svizzera          | 57                 |